# Naturschutzgebiet Hohenover
Koordinaten: 51° 38′ 42″ N, 7° 55′ 9″ O
Das Naturschutzgebiet Hohenover liegt auf dem Gebiet der kreisfreien Stadt Hamm in Nordrhein-Westfalen.
Das 35,54 ha große Gebiet, das im Jahr 1995 unter der Schlüsselnummer HAM-018 unter Naturschutz gestellt wurde, erstreckt sich südöstlich der Kernstadt Hamm und nördlich von Süddinker entlang der südlich fließenden Ahse. Am westlichen Rand des Gebietes verläuft die A 2. Nordwestlich des Gebietes erstreckt sich das rund 25 ha große Naturschutzgebiet (NSG) Ahsemersch, westlich das rund 22,7 ha große NSG Ahsemersch Süd und südlich das 47,40 ha große NSG Hohenover Süd.
Schutzziel des Gebietes ist die „Rückführung von gewässernahen Ackerflächen in Grünland“. Dies geschieht zur „Abpufferung von Fließgewässerabschnitten, denen als Vernetzungsbiotop im Naturraum eine besondere Bedeutung zukommt“.